# 花衣沙久羅
花衣 沙久羅（かい さくら、2月15日 - ）は、日本の小説家。福岡県北九州市出身、現在は東京都在住。
2020年10月から、日本SF作家クラブ会員。

## 作品リスト

### シリーズ作品

#### ハイパーロマン シリーズ
1. 戒-KAI- (1993.5) - デビュー作
2. 恋-REN- (1993.10)
3. 愛-AI-[Side X] (1994.1)
4. 愛-AI-[Side Y] (1994.3)
5. 愛-AI-[Side Z] (1994.5)
6. 恋愛-REN・AI-[File 1] (1994.10)
7. 舞-MY- (1995.3)

（集英社スーパーファンタジー文庫、イラスト：有那寿実）

#### トキオヘヴン シリーズ
1. A! 満月のトキオ・ヘヴン (1994.8)
2. B! 宿命のツインズ (1995.1)
3. C! 天使のアリア (1995.5)

（集英社スーパーファンタジー文庫、イラスト：里中守）

#### 戦国のヴァンパイア シリーズ
1. 野郎! 戦国のヴァンパイア （壱） (1995.8)
2. 野郎! 戦国のヴァンパイア （弐） (1995.10)
3. 野郎! 戦国のヴァンパイア （参） (1996.1)

（集英社スーパーファンタジー文庫、イラスト：里中守）

#### 倭-YAMATO- シリーズ
1. 倭-YAMATO- 俺たちの創世記1 (1996.8)
2. 倭-YAMATO- 俺たちの創世記2 (1996.9)
3. 倭-YAMATO- 俺たちの創世記3 (1996.11)
4. 倭-YAMATO- 俺たちの創世記4 (1997.1)

（集英社スーパーファンタジー文庫、イラスト：石堂まゆ、ART WORK：亀井一郎）

#### 地球（ホーム） シリーズ
1. オルフェ -天使は闇で造られる- (1996.5) - 本作のみイラスト：坂井久仁江
2. 地球（ホーム） -きみは天使の夢を見る- (1997.4)
3. 月（キス） -ぼくは天使に恋をする- (1997.8,1998.1)
4. 銀河（オペラ） -ぼくらは悪魔に恋をする- (1998.9)
5. 惑星（ラヴソング） -天使は宇宙から舞い降りる- (1999.8)

（集英社スーパーファンタジー文庫、イラスト：氷栗優）

#### きみがほしい シリーズ
1. きみがほしい〜Wish you were here〜 (1997.5)
2. きみがほしい2〜Wish you were here〜 (1997.10)
3. きみがほしい3〜Wish you were here〜 (1998.4)

（集英社コバルト文庫、イラスト：有那寿実）

#### リプロデュース・クラシック シリーズ
1. 伝説-レジェンド- 
  - 『アイーダ』をモチーフにした作品、「シリーズ」となっているがこの1作のみ。

（集英社コバルト文庫、イラスト：春日聖生）

#### 蒼のシリーズ
1. 蒼のソナチネ (1998.8)
2. 蒼のプレリュード (1998.11)
3. 蒼のラプソディ (1999.2)
4. 蒼のノクターン (1999.4)
5. 蒼のアリア (1999.10)
6. 蒼のルフラン (1999.11)
7. 蒼のトッカータ (2000.2)
8. 蒼のカデンツァ (2000.5)
9. 蒼のスケルツォ (2000.8)

（集英社コバルト文庫、イラスト：禾田みちる）

#### 緋のシリーズ
1. 緋のソナチネ (1999.6)
2. 緋のトリル (2001.1)

（集英社スーパーファンタジー文庫、イラスト：里中守）

#### ラブ♥ユー シリーズ
1. ラブ♥ユー (2001.1)
2. ラブ♥ユー わくわくドットコム (2001.3)
3. ラブ♥ユー ぴかぴかドットコム (2001.6)
4. ラブ♥ユー ヴァンパイアと朝までいっしょ (2002.2)
5. ラブ♥ユー 初恋レボリューション (2002.5)

（集英社コバルト文庫、イラスト：みなみ遥）

#### エデン シリーズ
1. エデン 少年たちの創世記 (2001.10)
2. エデン 光と闇の詩（うた） (2001.11)
3. エデン 明日への翼 (2002.6)

（集英社コバルト文庫、イラスト：和深ゆあな）

#### 恋愛少年 シリーズ
1. 恋愛少年 星の彼方のラヴマシン (2002.12)
2. 恋愛少年 愛と死のラヴメカニズム (2003.3)

（集英社コバルト文庫、イラスト：極楽院櫻子）

#### 全寮制男子校物語! シリーズ
1. 全寮制男子校物語! 初恋篇 (2003.6)
2. 全寮制男子校物語! 蜜月篇 (2003.9)
3. 全寮制男子校物語! 恋愛篇 (2003.12)
4. 全寮制男子校物語! 野望篇 (2004.3)
5. 全寮制男子校物語! 祝祭篇 (2004.6)
6. 全寮制男子校物語! 兄弟篇 (2004.9)

（集英社コバルト文庫、イラスト：みなみ遥）

#### リアランの竜騎士と少年王 シリーズ
1. 王子の帰還 (2004.12)
2. 封印の竜剣 (2005.2)
3. 隻眼の皇帝 (2005.4)
4. 宿命の恋人 (2005.6)
5. 薔薇の贖罪 (2005.9)
6. 闇黒の烙印 (2005.12)
7. 黒騎士とローマの青い薔薇 (2006.2)
8. 砂漠の流星 (2006.5)
9. 覇王の竜剣 (2006.8)
10. 刹那の恋人 (2006.11)
11. 碧眼の海賊 (2007.1)
12. 比翼の王冠 (2007.4)
13. 竜王の帰還 (2007.9)

（集英社コバルト文庫、イラスト：小島榊）

#### ガーディアン・プリンセス シリーズ
1. ガーディアン・プリンセス (2007.6)
2. 盗まれたガーディアン・プリンセス (2008.1)
3. 求婚されたガーディアン・プリンセス (2008.4)
4. 恋におちたガーディアン・プリンセス (2008.6)
5. 誘惑されたガーディアン・プリンセス (2008.9)
6. 約束されたガーディアン・プリンセス（2008.10）
7. 永遠に愛されたガーディアン・プリンセス（2009.4）

（集英社コバルト文庫、イラスト：早瀬あきら）

#### 恋人たちのファンタジー・ヒストリカルシリーズ
1. 恋人たちのファンタジー・ヒストリカル 愛は神聖文字に導かれて（2009.12）
2. 恋人たちのファンタジー・ヒストリカル 愛はロココの薔薇に導かれて（2010.3）
3. 恋人たちのファンタジー・ヒストリカル 愛は沙漠の風に導かれて（2010.9）
4. 恋人たちのファンタジー・ヒストリカル 愛は英国公爵の瞳に導かれて（2010.12）
5. 恋人たちのファンタジー・ヒストリカル 愛は英国子爵の嘘に導かれて（2011.9）
6. 恋人たちのファンタジー・ヒストリカル 愛は英国執事の孤独に導かれて（2012.3）
7. 恋人たちのファンタジー・ヒストリカル 愛は英国妖精の呪いに導かれて（2012.11）

（集英社コバルト文庫、イラスト：由利子）

### シリーズ外
- 孵化〜インキュベーション〜（集英社コバルト文庫、イラスト：氷栗優、2000.1）
- 蜜柑（集英社コバルト文庫、イラスト：小野塚カホリ、2000.11）
- きみが魔法使い（集英社コバルト文庫、イラスト：小林久鷹、2002.9）
- 怪談集 花月夜綺譚 (2004.8) - 岩井志麻子・山崎洋子らとの共著
- 英国花嫁組曲 アディントン家の恋する三姉妹 (2007.10)
- 魔法執事クロード・エヴァン（集英社コバルト文庫、イラスト：氷栗優、2009.1）
- 海賊と姫君 Eternal Lovers（プランタン出版ティアラ文庫、イラスト：サマミヤアカザ、2009.8）
- 薔薇と狼姫 ヴェルサイユ・ロマンス（プランタン出版ティアラ文庫、イラスト：サマミヤアカザ、2010.6）
- ファム・ファタル 熱砂の恋歌（プランタン出版ティアラ文庫、イラスト：サマミヤアカザ、2011.6）
- 王子と娼婦 Brilliant Lovers（プランタン出版ティアラ文庫、イラスト：サマミヤアカザ、2012.8）
- 王女様と教育係: Erotic Lovers（プランタン出版ティアラ文庫、イラスト：サマミヤアカザ、2013.4）
- 野獣は黄昏の森で愛に出逢う（集英社シフォン文庫、イラスト：緒田涼歌、2013.6）
- 指先から愛のレッスン（KADOKAWA/メディアファクトリーフルール文庫ルージュライン、イラスト:吉田さき、 2014.2）
- 略奪王と女海賊 〜愛と束縛のエルドラド〜 (集英社シフォン文庫、イラスト：アオイ冬子、2014.6）
- 薔薇と牙 〜イノチ短シ恋セヨ乙女〜（ジュリアンパブリッシングロイヤルキス文庫、イラスト：氷堂れん、2013.11）
- 時の恋人たち（プランタン出版ティアラ文庫、イラスト：サマミヤアカザ、2014.12）
- 海賊王と魔法少女（KADOKAWA/アスキー・メディアワークスジュエルブックス、イラスト：Ciel、2015.5）
- 覇王（KADOKAWA/アスキー・メディアワークスジュエル文庫、イラスト：桐矢隆、2015.11）
- 薔薇の迷宮 〜秘密のキスをアトリエで〜（講談社X文庫ホワイトハート、イラスト：友風子、2016.8）
- いきなり胸きゅんきゅん 王子様とお見合いですかっ!?（KADOKAWAジュエル文庫、イラスト：逆月酒乱、2017.4）
- Beautiful（KADOKAWAジュエル文庫、イラスト：吉崎ヤスミ、2021.7）

アンソロジー
- 監禁愛アンソロジー (KADOKAWA/アスキー・メディアワークスジュエルブックス、2014.7） - 「闇侯爵」寄稿（イラスト：Ciel）

### 漫画原作
- 高校男子-BOYS-（桃栗みかん）
- 天使に薔薇の花束を（氷栗優）